# 立崎幹人
立崎幹人（日语：／ Tachizaki Mikito，1988年5月17日—），日本男子冬季两项运动员，2017年亚洲冬季运动会男子12.5公里追逐金牌得主、男子10公里短距离和混合接力铜牌得主。妻子立崎芙由子同样是冬季两项运动员。